# Mount Okmok

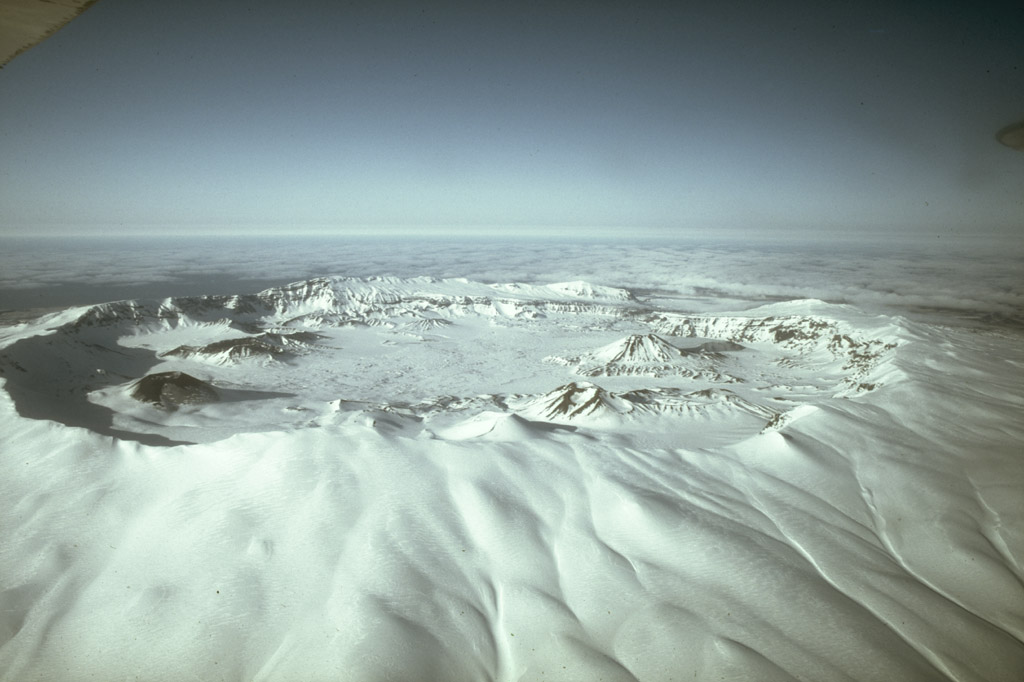
Caldera des Mount Okmok

Der Mount Okmok ist der höchste Punkt des Randes der Okmok Caldera auf dem nordöstlichen Teil der zu den USA gehörenden Insel Umnak in den östlichen Aleuten in Alaska.

## Ausmaße
Die kreisförmige Caldera mit einem Durchmesser von ca. 9,5 km befindet sich auf einem großen Schildvulkan mit einem Durchmesser von 35 km. Ein großer, ca. 150 m tiefer Kratersee füllte einst die 12.000 Jahre alte Caldera, wurde aber durch eine in den nordöstlichen Rand erodierte Kerbe entleert. Heute gibt es nur noch einen kleinen Restsee mit etwa 300 m Durchmesser im westlichen Teil des flachen Caldera-Bodens. In der Caldera befinden sich heiße Quellen und Fumarolen. Zahlreiche Nebenkegel und Lavadome, einer davon der 1253 m hohe Mount Tulik, befinden sich auf den Flanken des Berges bis hinunter zur Küste.

## Entstehungsgeschichte
Die Bildung des Vulkans begann im späten Tertiär oder frühen Quartär. Gewaltige pyroklastische Eruptionen führten zu zwei sich überlappenden Calderas. Die ältere wurde vor etwa 8200 Jahren, die jüngere vor etwa 2400 Jahren gebildet.

## Ausbrüche
Der Ausbruch zu Anfang des Jahres 43 v. Chr. war einer der stärksten Vulkanausbrüche der letzten 2500 Jahre und hatte weltweit Einfluss auf das Klima. Die Jahre 43 und 42 v. Chr. zählen zu den kältesten in diesem Zeitraum. Im Mittelmeerraum lagen die Temperaturen laut Modellrechnungen aus dem Jahr 2020 um durchschnittlich 3 °C und möglicherweise bis zu 7 °C unter dem Durchschnitt. Außerdem war es ungewöhnlich feucht, was zu Missernten und Hungersnöten führte.
In Ägypten blieb die jährliche Sommerflut des Nils vollständig aus; der Nil brachte keinen fruchtbaren Schlamm auf die Äcker. Dies wirkte sich verheerend auf die Getreideernte aus. In historischen Quellen wird von Nahrungsmittelknappheit und Hungersnot berichtet, weshalb Königin Kleopatra VII. die Bürgerkriegsparteien nicht mit Getreide belieferte.
Zwischen 1805 und 1988 brach der Mount Okmok 14-mal aus. Beim Ausbruch von 1817 wurde das Aleuten-Dorf beim Cape Tanak zerstört.
Am 12. Juli 2008 begann ohne Vorwarnung eine explosive Eruption, deren Eruptionssäule etwa 15 km Höhe erreichte. Das Alaska Volcano Observatory gab eine Warnmeldung heraus. Die Eruptionen hielten etwa 5 Wochen an und wurden mit VEI 4 klassifiziert.